# 前稳螨属
前稳螨属（学名：Porrhostaspis）为寄螨科的一个属。

## 下级分类
本属包括以下物种：
- Porrhostaspis setosa Gu & Liu, 1996[2]